# 冨士御室浅間神社
冨士御室浅間神社（ふじおむろせんげんじんじゃ）は、山梨県南都留郡富士河口湖町にある神社。旧社格は県社で、現在は神社本庁の別表神社。全国にある浅間神社の一社。旧称小室浅間明神（おむろせんげんみょうじん）。富士山山中最古の神社とされる。
「富士山-信仰の対象と芸術の源泉」の構成資産の一部として世界文化遺産に登録されている。

## 概要
境内は奥宮（本宮跡地）と里宮からなる。
かつて本宮のあった地で、現在は奥宮が置かれている山宮は富士山吉田口登山道の二合目に鎮座する。この山宮の境内は富士吉田市の中にある富士河口湖町勝山の飛び地である。富士山山中に最初に勧請された神社とされている。
里宮は河口湖畔の勝山に鎮座する。本宮も1973年（昭和48年）に里宮へ隣接する地へ移され、代わりに奥宮が建てられた。

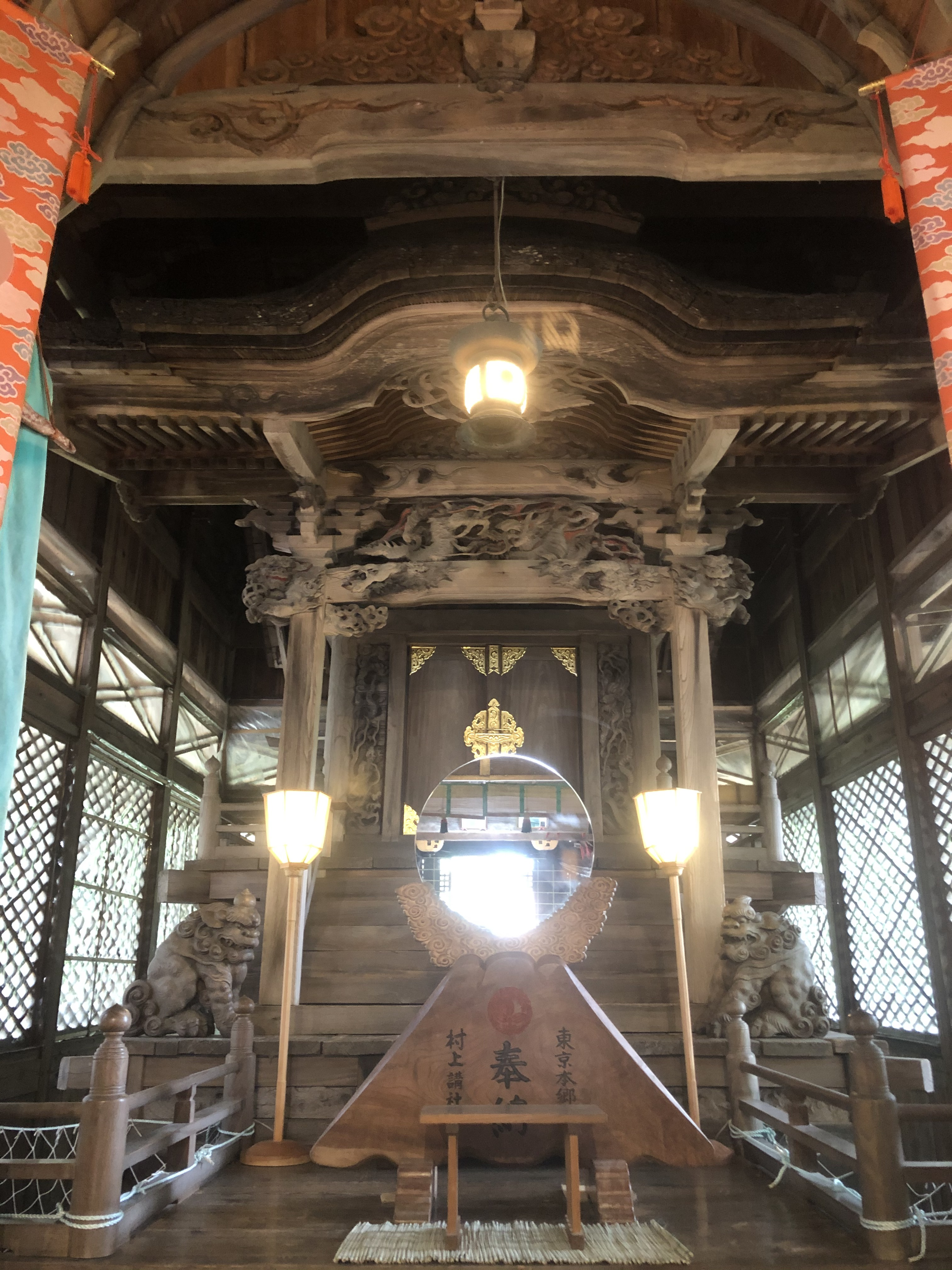
冨士御室浅間神社　里宮本殿一間社流造、軒唐破風付　明治22年（1889年）建築
境内で本宮と里宮は、斜めに向かい合う形で鎮座している

また里宮の右には勝山民俗資料館があり、勝山の歴史についての展示がされている。

## 歴史
文武天皇3年（699年）に藤原義忠によって創建されたと伝えられる。社名の「御室」は、かつて祭祀を石柱をめぐらせた中で執り行っていたことによるものである。
天徳2年（958年）には、村上天皇により、氏子の祭祀の利便のため河口湖の南岸に里宮が創建された。中世には修験道、近世には富士講と結びついて発展した。戦国時代には甲斐武田氏の崇敬を受けた。現在の社殿は、1889年（明治22年）に再建されたものである。
現在の本宮本殿は、慶長17年（1612年）に徳川家の家臣の鳥居成次によって建てられたものである。その後4回の大改修を経て、1973年（昭和48年）に富士山二合目から里宮に隣接地へ移築された。構造は、一間社入母屋造り、向拝唐破風造りで、屋根は檜皮葺形銅板葺きであり、桃山時代の特徴をもっている。国の重要文化財に指定されている。
明治に入り、当社は「小室浅間神社」から「冨士御室浅間神社」へと改称した。一方、富士吉田市下吉田の「冨士山下宮浅間神社」と富士吉田市大明見の「阿曽谷宮守神社」はそれぞれ「小室浅間神社」に改称している。
1925年（大正14年）に県社に列格した。1971年（昭和46年）には別表神社に列せられた。
別当を務めていた小佐野越後守は、戦国時代に小山田氏より境域の尊厳を取り立てさせ、諸役免許や 山中警護役を免許されている。また武田氏より他国の浅間神社を管轄することを任されている。なお、小佐野越後守は個人名ではなく代々引き継いでいる名前である。

## 祭事
流鏑馬 （4月29日）
天慶3年（940年）に藤原秀郷が平将門の乱を鎮定した帰り、戦勝を祝って御礼祭を行って流鏑馬を奉納したことから始まる。
かつては、吉田口登山道の中の茶屋の近くにあった騮ヶ馬場で、下吉田（下宮浅間神社、現在の冨士山下宮小室浅間神社が鎮座する地区）を含む複数の村で奉納していたが、流鏑馬の主導を巡り村間の争いが激しくなっていったことから、享禄3年（1530年）に武田氏の家臣である板垣信方の達により、各々の村で奉納されるようになったという。
1875年（明治8年）以降、流鏑馬は中断。その後再開、休止を繰り返し、1899年（明治32年）をもって途絶し、例祭は9月9日に芝座祭として神輿渡御を中心とする祭りに衣替えした。
現在、流鏑馬は1980年（昭和55年）より、鎌倉鶴岡八幡宮の武田流流鏑馬を招聘して、シッコゴ公園で行われている。

## 文化財

### 重要文化財（国指定）
本宮本殿
1973年（昭和48年）に富士二合目からの移転に際して移築、翌年5月に完工。入母屋造、銅板葺。文化11年（1814年）に成立した『甲斐国志』によれば、慶長17年（1612年）の建立。

### 山梨県指定有形文化財
勝山記
河口湖地方の日蓮宗浄蓮寺の僧侶らにより、文正元年（1466年）から永禄6年（1563年）まで書き連ねられた年代記（『勝山記』または『妙法寺記』）の写本。「年代記」には「勝山記」系の諸本と「妙法寺記」系の諸本があり、ともに共通祖本を起源としていると考えられているが、冨士御室浅間神社所蔵の「勝山記」は前者の代表的写本（原本）で、諸本との比較検討から共通祖本に最も近い最善本と位置づけられている。本来は無題で、江戸時代の『甲斐国志』編纂に際して当本を調査した際に命名されるが当時は反映されず、1889年（明治22年）に田中義成が調査を行った際には「北室稟主日記」と題されており、1896年（明治29年）に「勝山日記」と改称され、近年に「勝山記」の便箋が付けられた。1975年（昭和50年）3月17日指定。
安産祈願状
弘治3年（1557年）11月19日に武田晴信（信玄）により奉納された願文で、冨士御室浅間神社文書に含まれる。長女の北条氏政室黄梅院の安産・無病延命を祈念したもので、黄梅院は天文23年（1554年）武田・相模北条・駿河今川の三国同盟のため北条氏政に嫁がせた。祈願成就の際には永禄元年6月から鎌倉往還の船津（富士河口湖町）の関所を廃止すると記されている。『戦国遺文』武田氏編-579号。
信玄は永禄9年（1566年）5月吉日（冨士御室浅間神社文書）、6月16日（諏訪家文書）にも同内容の願文を奉納しており、後者では同じく鎌倉往還の黒駒関の解放を約束している。同時期には信玄側近の市川家光や神官小佐野越後守らが主導して大般若経の転読も行われており、これらの願文奉納は北条家との同盟強化のみならず、富士信仰の街道であった鎌倉往還の便宜を図る意図もあったと考えられている。

### 史跡
- 国の史跡「富士山」に包括

## 現地情報
所在地
奥宮（旧本宮）：山梨県南都留郡富士河口湖町勝山（富士山二合目）
里宮・現本宮：山梨県南都留郡富士河口湖町勝山3951番